# Evan (Minnesota)
Evan è un comune degli Stati Uniti d'America, situato nello Stato del Minnesota, nella contea di Brown.